# دکستروپروپوکسی‌فن
دکستروپروپوکسی‌فن (انگلیسی: Dextropropoxyphene) دارویی است ضد درد که در تمام اشکال دردهای حاد و مزمن استفاده می‌شود.

## موارد منع استعمال
مصرف همزمان این دارو با آرام بخش‌ها، خواب‌آورها و الکل ممنوع می‌باشد. مصرف آن در دوران بارداری ممنوع است.

## عوارض جانبی
مصرف طولانی این دارو ممکن است موجب اعتیاد شود.